# Вейс, Пьер Эрнест
Пьер Эрнест Вейс (25 марта 1865 — 24 октября 1940) — французский физик, один из основоположников теории ферромагнетизма.

## Биография
Учился в 1883—1887 годах в Цюрихском университете. В 1889—1902 годах — профессор Лионского университета, в 1902—1918 годах — профессор Цюрихского политехникума, в 1918—1940 годах — профессор Страсбургского университета и директор Физического института . Член Парижской АН (1926).
Работы по магнетизму. Разработал первую количественную теорию ферромагнетизма и теорию магнитных доменов. Предсказал и исследовал аномалию теплоемкости и магнитокалорический эффект в ферромагнетиках. В 1907 году установил закон зависимости магнитной восприимчивости парамагнетиков от температуры выше точки Кюри (закон Кюри — Вейса). Автор теории молекулярного поля Вейсса.
Автор гипотезы (1907 год) о существовании в ферромагнетиках внутреннего взаимодействия, обусловливающего спонтанную намагниченность (участки самопроизвольной намагниченности, или участки Вейсса). В 1911 году предсказал существование кванта магнитного момента, назвал его магнетоном. В 1918 году совместно с Г. Пикаром открыл магнитокалорический эффект.